# Snow-board la Jocurile Olimpice de iarnă din 2022 - Snow-board cross (echipe)
Proba de snow-board cross pe echipe de la Jocurile Olimpice de iarnă din 2022 de la Beijing, China a avut loc pe 12 februarie 2022 la Genting Snow Park din Zhangjiakou. A fost prima dată când proba pe echipe a fost prezentă la Jocurile Olimpice.

## Program
Orele sunt orele Chinei (ora României + 6 ore).
| Dată         | Ora                                            | Rundă                                                 |
| ------------ | ---------------------------------------------- | ----------------------------------------------------- |
| 12 februarie | 10:00-10:24 10:30-10:42 10:50 După finala mică | Sferturi de finală Semifinale Finala mică Finala mare |

## Rezultate

### Sferturi de finală
C — Calificare în semifinale
| Loc | Nr. de concurs | Țară       | Sportivi                                     | Note |
| --- | -------------- | ---------- | -------------------------------------------- | ---- |
| 1   | 1              | Italia 1   | Omar Visintin Michela Moioli                 | C    |
| 2   | 8              | Germania 1 | Martin Nörl Jana Fischer                     | C    |
| 3   | 9              | Franța 2   | Loan Bozzolo Julia Pereira de Sousa Mabileau |      |

| Loc | Nr. de concurs | Țară                         | Sportivi                            | Note |
| --- | -------------- | ---------------------------- | ----------------------------------- | ---- |
| 1   | 5              | Statele Unite ale Americii 1 | Nick Baumgartner Lindsey Jacobellis | C    |
| 2   | 13             | Elveția 1                    | Kalle Koblet Sophie Hediger         | C    |
| -   | 4              | Australia 1                  | Cameron Bolton Belle Brockhoff      | NT   |
| -   | 12             | Australia 2                  | Adam Lambert Josie Baff             | NT   |

| Loc | Nr. de concurs | Țară                         | Sportivi                      | Note |
| --- | -------------- | ---------------------------- | ----------------------------- | ---- |
| 1   | 14             | COR 1                        | Daniil Donskikh Kristina Paul | C    |
| 2   | 6              | Canada 1                     | Éliot Grondin Meryeta O'Dine  | C    |
| 3   | 11             | Statele Unite ale Americii 2 | Jake Vedder Faye Gulini       |      |
| 4   | 3              | Franța 1                     | Merlin Surget Chloé Trespeuch |      |

| Loc | Nr. de concurs | Țară             | Sportivi                           | Note |
| --- | -------------- | ---------------- | ---------------------------------- | ---- |
| 1   | 15             | Marea Britanie 1 | Huw Nightingale Charlotte Bankes   | C    |
| 2   | 10             | Italia 2         | Lorenzo Sommariva Caterina Carpano | C    |
| 3   | 7              | Canada 2         | Liam Moffatt Tess Critchlow        |      |
| 4   | 2              | Austria 1        | Alessandro Hämmerle Pia Zerkhold   |      |

### Semifinale
C — Calificare în finală
| Loc | Nr. de concurs | Țară                         | Sportivi                            | Note |
| --- | -------------- | ---------------------------- | ----------------------------------- | ---- |
| 1   | 1              | Italia 1                     | Omar Visintin Michela Moioli        | C    |
| 2   | 5              | Statele Unite ale Americii 1 | Nick Baumgartner Lindsey Jacobellis | C    |
| 3   | 8              | Germania 1                   | Martin Nörl Jana Fischer            |      |
| 4   | 13             | Elveția 1                    | Kalle Koblet Sophie Hediger         |      |

| Loc | Nr. de concurs | Țară             | Sportivi                           | Note |
| --- | -------------- | ---------------- | ---------------------------------- | ---- |
| 1   | 10             | Italia 2         | Lorenzo Sommariva Caterina Carpano | C    |
| 2   | 6              | Canada 1         | Éliot Grondin Meryeta O'Dine       | C    |
| 3   | 15             | Marea Britanie 1 | Huw Nightingale Charlotte Bankes   |      |
| 4   | 14             | COR 1            | Daniil Donskikh Kristina Paul      |      |

### Finala mică
| Loc | Nr. de concurs | Țară             | Sportivi                         | Note |
| --- | -------------- | ---------------- | -------------------------------- | ---- |
| 5   | 8              | Germania 1       | Martin Nörl Jana Fischer         |      |
| 6   | 15             | Marea Britanie 1 | Huw Nightingale Charlotte Bankes |      |
| 7   | 13             | Elveția 1        | Kalle Koblet Sophie Hediger      |      |
| 8   | 14             | COR 1            | Daniil Donskikh Kristina Paul    |      |

### Finala mare
| Loc | Nr. de concurs | Țară                         | Sportivi                            | Note |
| --- | -------------- | ---------------------------- | ----------------------------------- | ---- |
| 1   | 5              | Statele Unite ale Americii 1 | Nick Baumgartner Lindsey Jacobellis |      |
| 2   | 1              | Italia 1                     | Omar Visintin Michela Moioli        |      |
| 3   | 6              | Canada 1                     | Éliot Grondin Meryeta O'Dine        |      |
| 4   | 10             | Italia 2                     | Lorenzo Sommariva Caterina Carpano  |      |